# روئینگ در المپیک تابستانی ۱۹۷۶
رویینگ در بازی‌های المپیک تابستانی ۱۹۷۶ نام رویداد ورزش رویینگ در بازی‌های المپیک تابستانی بود که در سال ۱۹۷۶ برگزار شد.

## جدول مدال‌ها
| رتبه  | کشور                      | طلا | نقره | برنز | مجموع |
| ۱     | آلمان شرقی (GDR)          | ۹   | ۳    | ۲    | ۱۴    |
| ۲     | بلغارستان (BUL)           | ۲   | ۱    | ۰    | ۳     |
| ۳     | اتحاد شوروی (URS)         | ۱   | ۴    | ۴    | ۹     |
| ۴     | نروژ (NOR)                | ۱   | ۱    | ۰    | ۲     |
| ۵     | فنلاند (FIN)              | ۱   | ۰    | ۰    | ۱     |
| ۶     | ایالات متحده آمریکا (USA) | ۰   | ۲    | ۱    | ۳     |
| ۷     | بریتانیای کبیر (GBR)      | ۰   | ۲    | ۰    | ۲     |
| ۸     | آلمان غربی (FRG)          | ۰   | ۱    | ۳    | ۴     |
| ۹     | چکسلواکی (TCH)            | ۰   | ۰    | ۲    | ۲     |
| ۱۰    | رومانی (ROU)              | ۰   | ۰    | ۱    | ۱     |
| ۱۰    | نیوزیلند (NZL)            | ۰   | ۰    | ۱    | ۱     |
|       |                           |     |      |      |       |
| مجموع | مجموع                     | ۱۴  | ۱۴   | ۱۴   | ۴۲    |